# Joey Harrington
Pour les articles homonymes, voir Harrington.
(en) Statistiques sur pro-football-reference
Joey Harrington, né le 21 octobre 1978 à Portland en Oregon, est un joueur américain de football américain qui évoluait au poste de quarterback. 
Il a joué dans la National Football League (NFL) pour les Lions de Détroit (2002 à 2005), les Dolphins de Miami (2006) et les Falcons d'Atlanta (2007), et a également été membre des Saints de La Nouvelle-Orléans (2008), sans avoir joué le moindre match.

## Biographie

### Carrière universitaire
Étudiant à l'université de l'Oregon, Joey Harrington a joué avec les Ducks de l'Oregon de 1998 à 2001. Au total, il a réalisé 6 911 yards à la passe et un total de 77 touchdowns marqués.

### Carrière professionnelle
Il est sélectionné au troisième rang par les Lions de Détroit lors de la draft 2002 de la NFL et est le deuxième quarterback choisi après David Carr.
Nommé remplaçant en début de saison 2002 à Mike McMahon, il devient titulaire lors de la 3e semaine face aux Packers de Green Bay. À son premier match comme titulaire, il lance pour 2 touchdowns, mais se fait intercepter 4 fois. Il connaît une première saison professionnelle compliquée avec un faible taux de passes réussies à 50,1 %, 2 294 yards à la passe, 12 touchdowns à la passe contre 16 interceptions et une évaluation à 59,9.
Il joue une autre saison difficile en 2003 en lançant 22 interceptions, mais réalise sa meilleure saison en 2004 avec 3 047 yards à la passe ainsi que 19 touchdowns à la passe contre 12 interceptions. La saison 2005 est une nouvelle fois difficile pour Harrington, en étant mis au ban au profit du vétéran Jeff Garcia pendant quelques parties.
Après la signature des quarterbacks Jon Kitna et Josh McCown, il est échangé en 2006 aux Dolphins de Miami contre une sélection de cinquième tour de la draft 2007 de la NFL. D'abord remplaçant à Daunte Culpepper en début de saison, il devient titulaire lors de la 5e semaine après la blessure de celui-ci. De mauvaises performances en fin de saison, notamment en 15e semaine contre les Bills de Buffalo où il termine avec une évaluation de zéro, lui font perdre sa place de titulaire lors du dernier match du calendrier régulier.
Il est libéré par les Dolphins en 2007. Il signe ensuite avec les Falcons d'Atlanta pour servir de remplaçant à Michael Vick. Néanmoins, avec la suspension de Vick pour la saison entière et de bonnes performances en pré-saison, il est désigné titulaire pour le début de la saison. Après des performances inconstantes en ne lançant que pour 7 touchdowns en 12 parties, il est remplacé par Chris Redman en fin de saison. Il est libéré par les Falcons après la saison. 
Il signe avec les Saints de La Nouvelle-Orléans lors de la saison 2008. Troisième quarterback de l'équipe derrière Drew Brees et Mark Brunell, il ne joue pas le moindre snap durant l'année. Il signe un nouveau contrat avec les Saints en 2009, mais est libéré avant le début de la saison régulière.
Après la fin de sa carrière professionnelle, il est souvent considéré comme une déception en raison de son haut rang à la draft, qualification que Harrington rejette lui-même et considère être satisfait de sa carrière dans la NFL malgré les difficultés qu'il a connu.

## Statistiques
| Année              | Équipe                        | MJ                 |         | Passes   | Passes | Passes | Passes | Passes | Passes | Passes  |       | Courses | Courses | Courses | Courses |
| Année              | Équipe                        | MJ                 | Tentées | Réussies | Pct.   | Yards  | TD     | Int.   | Éval.  | Tentées | Yards | Moy.    | TD      |         |         |
| 2002               | Lions de Détroit              | 14                 | 429     | 215      | 50,1   | 2 294  | 12     | 16     | 59,9   | 7       | 4     | 0,6     | 0       |         |         |
| 2003               | Lions de Détroit              | 16                 | 554     | 309      | 55,8   | 2 880  | 17     | 22     | 63,9   | 30      | 86    | 2,9     | 0       |         |         |
| 2004               | Lions de Détroit              | 16                 | 489     | 274      | 56     | 3 047  | 19     | 12     | 77,5   | 48      | 175   | 3,6     | 0       |         |         |
| 2005               | Lions de Détroit              | 12                 | 330     | 188      | 57     | 2 021  | 12     | 12     | 72     | 24      | 80    | 3,3     | 0       |         |         |
| 2006               | Dolphins de Miami             | 11                 | 388     | 223      | 57,5   | 2 236  | 12     | 15     | 68,2   | 19      | 24    | 1,3     | 0       |         |         |
| 2007               | Falcons d'Atlanta             | 12                 | 348     | 215      | 61,8   | 2 215  | 7      | 8      | 77,2   | 14      | 33    | 2,4     | 0       |         |         |
| 2008               | Saints de La Nouvelle-Orléans | 0                  | -       | -        | -      | -      | -      | -      | -      | -       | -     | -       | -       |         |         |
| Totaux en carrière | Totaux en carrière            | Totaux en carrière | 2 538   | 1 424    | 56,1   | 14 693 | 79     | 85     | 69,4   | 142     | 402   | 2,8     | 0       |         |         |

## Palmarès
- 2001 : 4e du trophée Heisman
- 2002 : MVP du Fiesta Bowl